# Flotta Rossa degli operai e dei contadini
La Flotta Rossa degli operai e dei contadini in russo Рабоче-Крестьянский Красный Флот?, Raboče-Krest'janskij Krasnyj Flot, nota anche con la sigla РККФ (RKKF), era la designazione ufficiale della marina militare dei rivoluzionari russi fedeli all'Armata Rossa prima e dell'Unione Sovietica poi nel periodo che va dal 1917 al 1937 e parte delle forze armate sovietiche del periodo.

## Dalla Rivoluzione alla metà degli anni trenta
La denominazione fu adottata dopo la rivoluzione russa del 1917, e nel periodo dal 16 dicembre 1917 all'11 febbraio 1918 vennero eliminati tutti i gradi; esisteva solo la qualifica legata al posto che si occupava. L'11 febbraio 1918, con decreto del commissario del popolo per gli affari marittimi Pavel Efimovič Dybenko, veniva dichiarata ufficialmente disciolta la flotta imperiale e creata la Marina rossa degli operai e contadini (rossa, non sovietica, da Красный = rosso), con arruolamento su base esclusivamente volontaria. In ogni caso, molti degli equipaggi rimasti fedeli al Soviet furono mandati a terra a combattere le armate bianche, e gran parte delle navi era obsoleta o inefficiente.
La flotta del Mar Nero, che già non aveva brillato come efficienza durante il periodo zarista, venne catturata dai tedeschi dopo l'armistizio seguente alla rivoluzione, in parte saccheggiata e i resti lasciati all'Armata Bianca quando i tedeschi lasciarono l'Ucraina; quanto era ancora in grado di navigare trasportò 145.000 profughi quando le armate bianche vennero sconfitte, e venne  poi internata dai francesi a Biserta. I francesi dopo il riconoscimento dell'Unione Sovietica nel 1924 si dichiararono disponibili a restituire la flotta, nota come flotta di Wrangel e composta da due corazzate, due incrociatori ed undici cacciatorpediniere oltre a quattro sommergibili ed alcune cannoniere, all'URSS, ma gli ispettori che dovevano sovraintendere alle riparazioni in grado di rimandare le navi in patria le giudicarono troppo onerose e la flotta venne demolita.
Solo dal 1924 inizia la ricostituzione della squadra navale; in precedenza i problemi non erano tanto legati alle navi, vista la disponibilità di unità recenti, come le navi da battaglia della classe Gangut, ma dell'organizzazione gerarchica. Conseguenza della rivoluzione era stata l'eliminazione dei gradi militari, oltre che del vecchio corpo ufficiali, con deleterie conseguenze sulla capacità operativa. Nel 1924 vengono ripristinati i gradi degli ufficiali, sotto il nome di "categorie di servizio", distinguendo in 13 livelli gerarchici (contro i 14 dell'Armata Rossa) da K-1 a K-13. Dal punto di vista delle navi, venne costruita la classe Leningrad di cacciatorpediniere, e viene avviata la modernizzazione delle corazzate, i cui nomi erano stati cambiati in altri più aderenti al clima politico. Vennero anche costruite diverse classi di sommergibili, anche se con limitate capacità oceaniche.

## Dal 1935 alla seconda guerra mondiale
In questo periodo vennero formate le quattro flotte indipendenti (Mar Nero, Pacifico, del Nord e Baltico), ed il numero di sottomarini divenne il maggiore al mondo. Vengono impostate le corazzate della classe Sovetskij Sojuz (Unione Sovietica), gli incrociatori da battaglia della classe Kronštadt, gli incrociatori Progetto 68 e varie classi di unità minori. Per la loro costruzione si attinse largamente da tecnologia italiana e tedesca.
I programmi riguardanti le unità maggiori, tuttavia, rimasero in gran parte inattuati a causa dell'invasione tedesca del 1941, che costrinse i sovietici ad abbandonare incompleti parecchi scafi sugli scali.
La designazione rimase in uso fino alla sua trasformazione in Voenno Morskoj Flot SSSR, designazione che rimase fino alla dissoluzione dell'Unione Sovietica nel 1991.

## Bandiera

Insegna navale
1918-1920
1920-1923
1923-1935
1935-1950

Bandiera di bompresso
1924-1932
1932-1964